# Santa Tereza
Santa Tereza este un oraș în Rio Grande do Sul (RS), Brazilia.